# Karhule
Karhule (Duits: Karhulle) is een Tsjechische plaats in de gemeente Pravonín, regio Midden-Bohemen, en maakt deel uit van het district Benešov. Het dorp ligt op 4 kilometer afstand van Pravonín.
Karhule telt 39 inwoners (2021).

## Geografie
Karhule ligt aan de Brodec (Duits: Brodetz), een beek die aftakt van de rivier de Blanice (Duits: Planitz). De Volaveckýbeek stroomt langs het dorp.

## Geschiedenis
De eerste schriftelijke vermelding van het dorp dateert van 1406.
Sinds 1960 is Karhule volledig ondergebracht bij het district Benešov.

## Verkeer en vervoer

### Autowegen
Er leidt een regionale weg naar het dorp.

### Spoorlijnen
Er is geen station in Karhule. Het dichtstbijzijnde station is in Zdislavice, op zo'n twaalf kilometer afstand. Dat station ligt aan spoorlijn 222 Benešov - Vlašim - Trhový Štěpánov. De lijn is enkelsporig en werd tussen Benešov en Vlašim in 1895 geopend.

### Buslijnen
Er is één bushalte in het dorp:
| Halte             | Lijn(en) | Traject(en)                          | Vervoerder(s) |
| ----------------- | -------- | ------------------------------------ | ------------- |
| Pravonín, Karhule | 458 854  | Vlašim - Mladá Vožice Vlašim - Pacov | CŠAD Benešov  |

## Bezienswaardigheden
- Dorpskapel

## Galerij

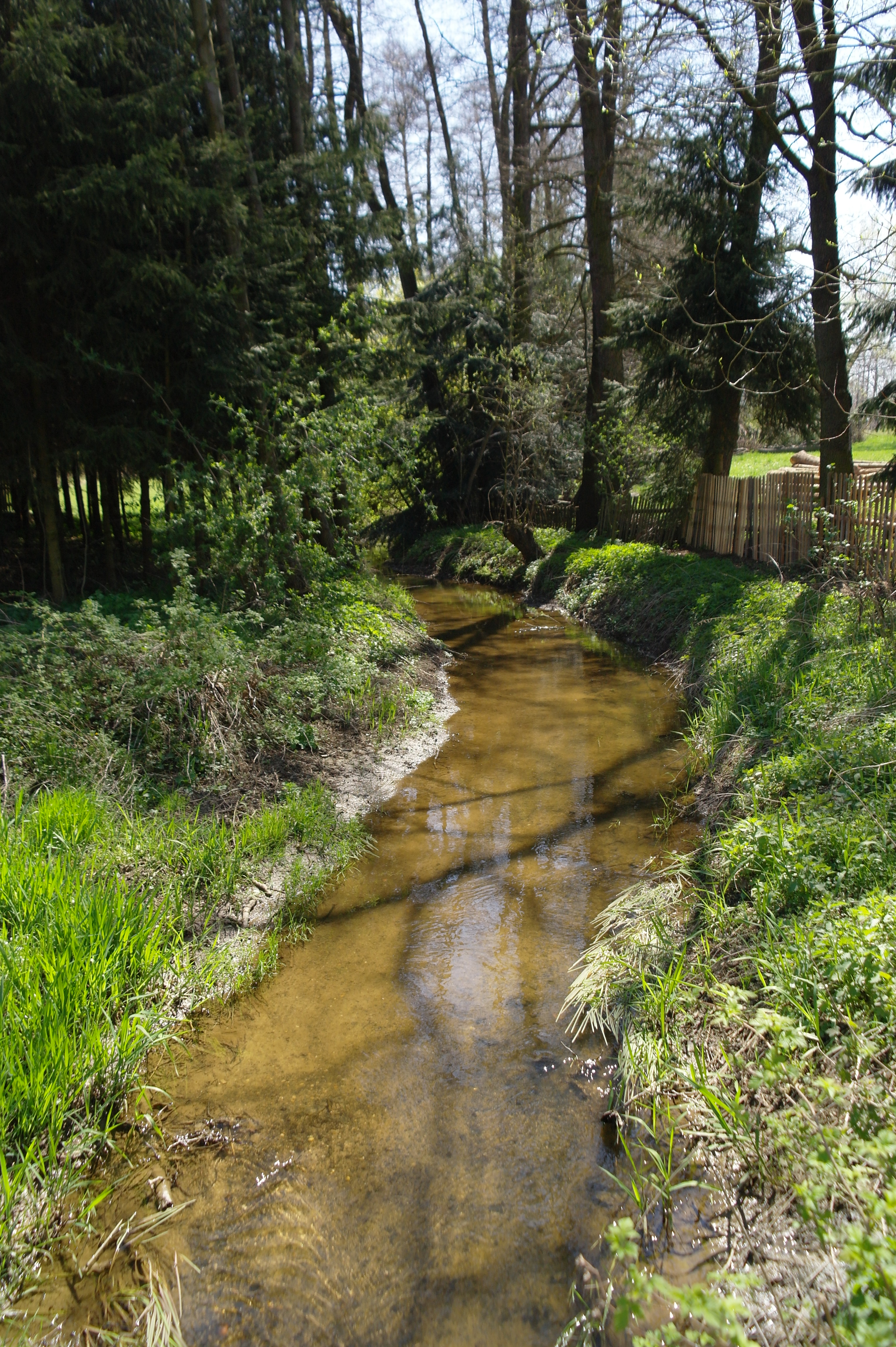
Brodec nabij het dorp (2019)
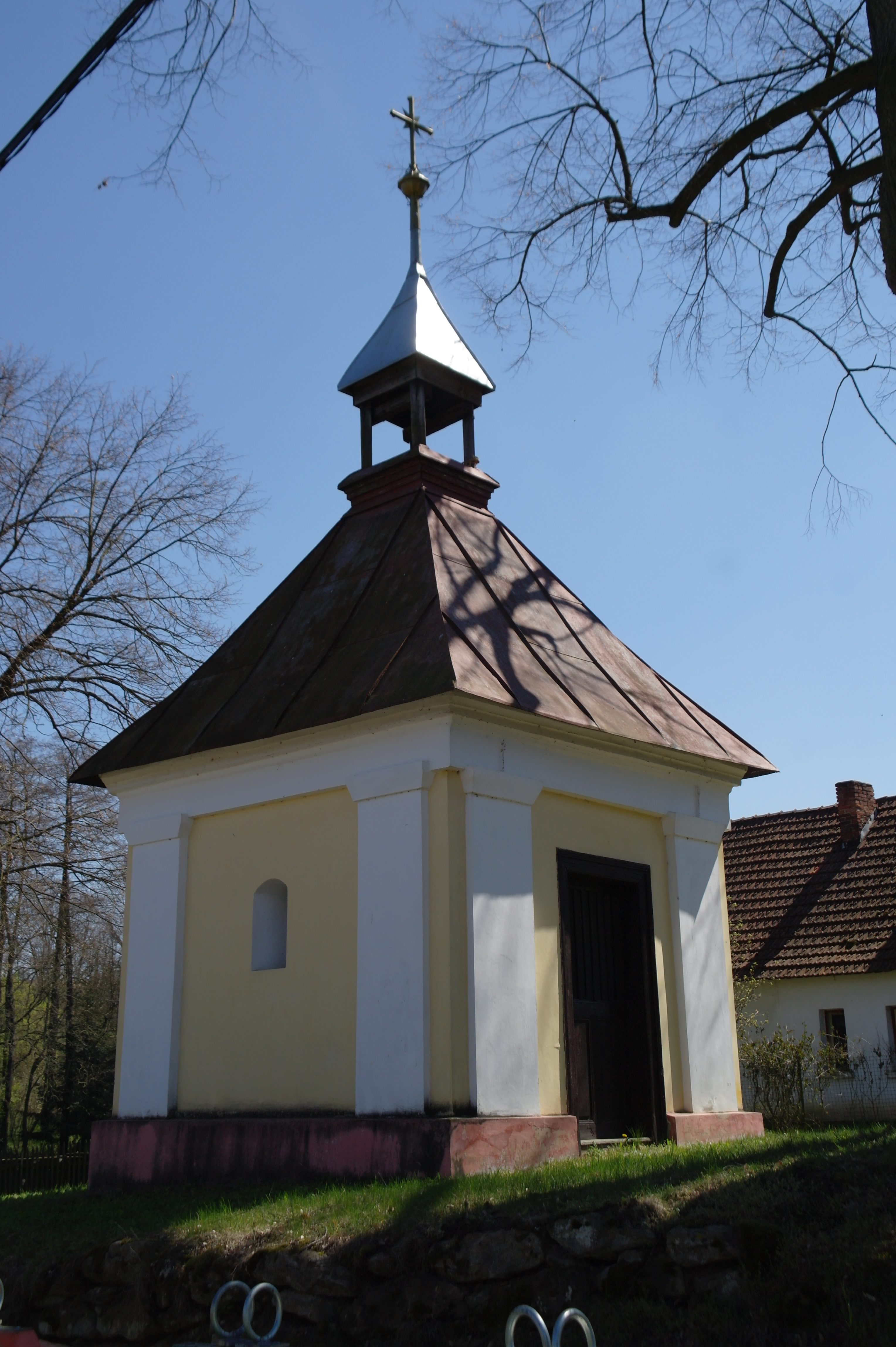
Dorpskapel (buitenzijde - 2019)
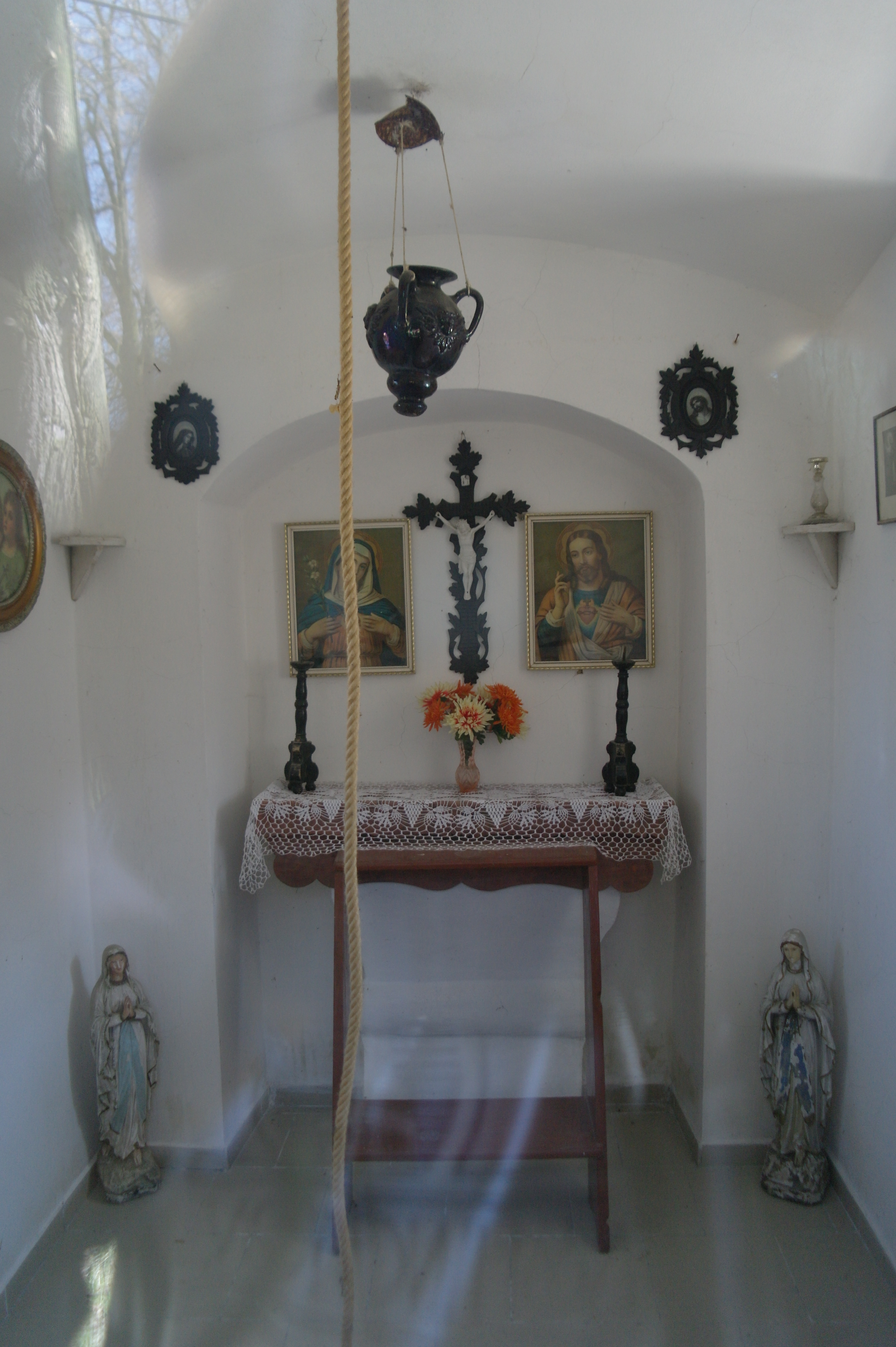
Dorpskapel (binnenzijde - 2019)
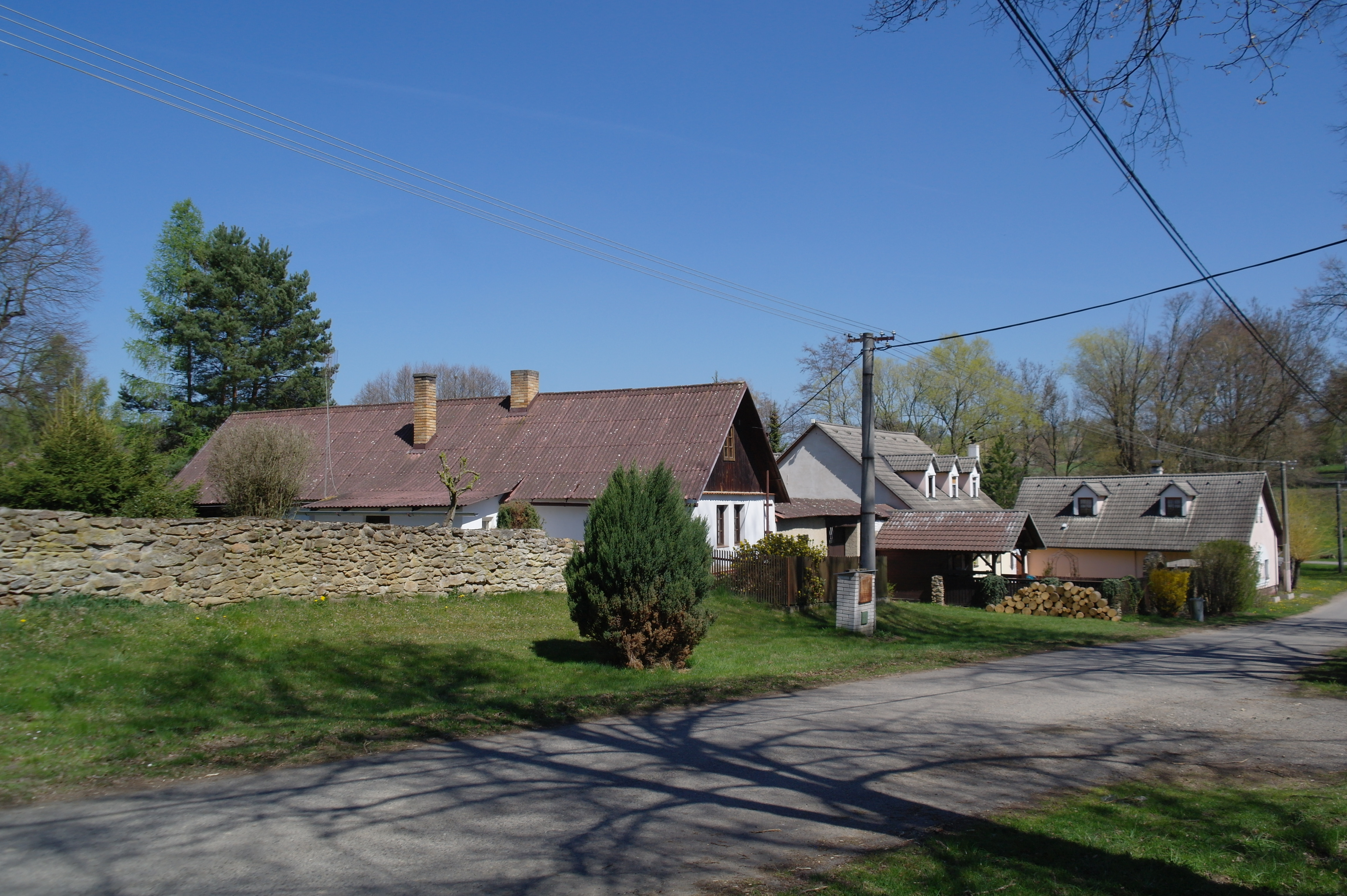
Straat in het dorp (2019)